# Micropogonias
Genre
Micropogonias est un genre de poissons de la famille des Sciaenidae.

## Liste des espèces
- Micropogonias altipinnis (Günther, 1864).
- Micropogonias ectenes (Jordan & Gilbert, 1882).
- Micropogonias fasciatus (de Buen, 1961).
- Micropogonias furnieri (Desmarest, 1823) - tambour.
- Micropogonias megalops (Gilbert, 1890).
- Micropogonias undulatus (Linnaeus, 1766) - tambour brésilien.